# 성호초등학교 (경남)
성호초등학교는 대한민국 경상남도 창원시 마산합포구에 있는 공립 초등학교이다.

## 학교 연혁
- 1901년 4월 20일 공립 소학교 개교
- 1907년 4월 1일 마산공립보통학교 교명 개칭
- 1921년 4월 1일 6년제 개편
- 1938년 4월 1일 마산성호공립심상소학교 (교명 변경)
- 1941년 4월 1일 마산성호공립국민학교 (교명 변경)
- 1986년 3월 19일 병설유치원 개원
- 2001년 4월 21일 개교 100주년 기념 행사
- 2020년 2월 13일 제112회 졸업식(졸업생 23명, 총 36,036명)
- 2020년 3월 1일 제40대 윤정애 교장 취임

## 참고 자료
- 성호초등학교 - 한국교육학술정보원 학교알리미